# Uwe Reese
Uwe Reese (* 16. November 1943 in Wilhelmshaven; † 26. Mai 2023 in Torre Canne, Apulien, Italien) war ein deutscher Fußballspieler und Politiker der SPD.

## Leben
Zwischen 1962 und 1974 war er Torhüter beim TSR Olympia Wilhelmshaven, für den er in der damals zweitklassigen Regionalliga Nord antrat. 1971 erhielt Reese den Silbernen Handschuh – eine Auszeichnung für den besten Amateur-Torhüter in Niedersachsen. Nach der Trennung von Trainer Hans-Wilhelm Loßmann Ende September 1979 übernahm er gemeinsam mit Mitspieler Wolfgang Pleyer als Spielertrainer das Traineramt beim seinerzeitigen Drittligisten. Bis Mitte der 1980er Jahre gehörte er dem Kader des Nord-Oberligisten an.
Nach seiner aktiven Karriere wurde er Leiter der Innungskrankenkasse und 1996 Mitglied des Rates der Stadt Wilhelmshaven. In 25 Jahren Ratstätigkeit hinterließ Uwe Reese viele Spuren. Besonders am Herzen lagen ihm die Ausschüsse für Sport, Soziales und Kultur. Zudem saß er als ehrenamtliches Mitglied im Aufsichtsrat und in der Gesellschafterversammlung des Klinikums Wilhelmshaven. Von 2016 bis 2021 repräsentierte er Wilhelmshaven als Bürgermeister bei zahlreichen Veranstaltungen. 
Reese war verheiratet und hatte einen Sohn. Er starb während eines Urlaubs in Italien.